# امیرآباد (قناتغستان)
امیرآباد روستایی در دهستان قناتغستان بخش ماهان شهرستان کرمان استان کرمان ایران است.

## جمعیت
بر پایه سرشماری عمومی نفوس و مسکن در سال ۱۳۹۵ جمعیت این روستا ۲۹ نفر (۱۱خانوار) بوده‌است.